# Даривас, Георгиос
Гео́ргиос Дарива́с (греч. Γιώργος Δαρίβας; 12 марта 1926, Афины — 15 января 2024, Афины) — греческий футболист и тренер, играл на позиции нападающего.

## Биография

### Клубная карьера
Даривас начинал карьеру в клубе «Ники Плака», в котором отыграл три сезона. В 1946 году он перешёл в «Олимпиакос», за который играл 12 сезонов, выиграв с командой 8 чемпионских титулов и 7 Кубков Греции. Он завершил карьеру в клубе «Докса» из Пирея, в возрасте 33 лет.

### Карьера в сборной
В составе сборной Греции принимал участие на олимпийском футбольном турнире 1952 года, где сыграл в матче со сборной Дании (1:2). Всего за сборную Греции сыграл 16 матчей и забил 4 мяча.

## Тренерская карьера
Был главным тренером ряда греческих команд, в том числе и «Олимпиакоса», который возглавлял в течение трёх раз.

### Смерть
Скончался 15 января 2024 года в Афинах в возрасте 97 лет.

## Достижения
«Олимпиакос»
- Чемпион Греции (8): 1946/47, 1947/48, 1950/51, 1953/54, 1954/55, 1955/56, 1956/57, 1957/58
- Обладатель Кубка Греции (7): 1946/47, 1950/51, 1951/52, 1952/53, 1953/54, 1956/57, 1957/58